# خط اپسوم داونز برانچ
خط اپسوم داونز برانچ (به انگلیسی: Epsom Downs Branch) یکی از خطوط راه‌آهن در کشور انگلستان است.
این خط از شهر لندن شروع شده و در شهر اپسوم اند اول به پایان میرسد.